# جورج-إتيان دانسيرو
جورج-إتيان دانسيرو هو سياسي كندي، ولد في 12 أغسطس 1898 في سانت أغاث دس مونتس في كندا، وتوفي في 20 فبراير 1959 في غرنفيل في كندا. نشط حزبياً في حزب كيبيك الليبرالي. وقد انتخب عضو الجمعية الوطنية في كيبك ‏.